# وارنا، لتونی
وارنا، لتونی (به لهستانی: Orany) در لیتوانی با جمعیت ۹٬۲۴۰ نفر است که در شهرستان آلیتوس واقع شده‌است.

## نگارخانه

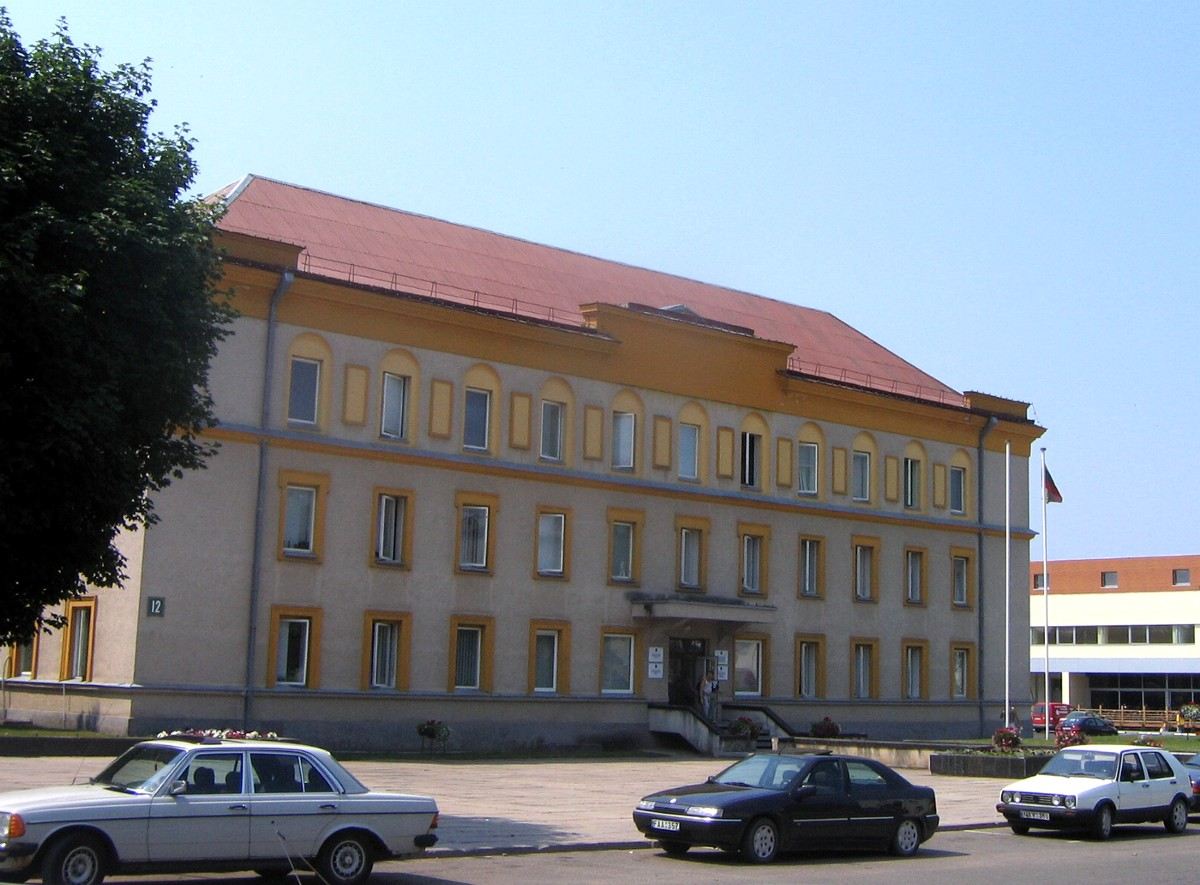
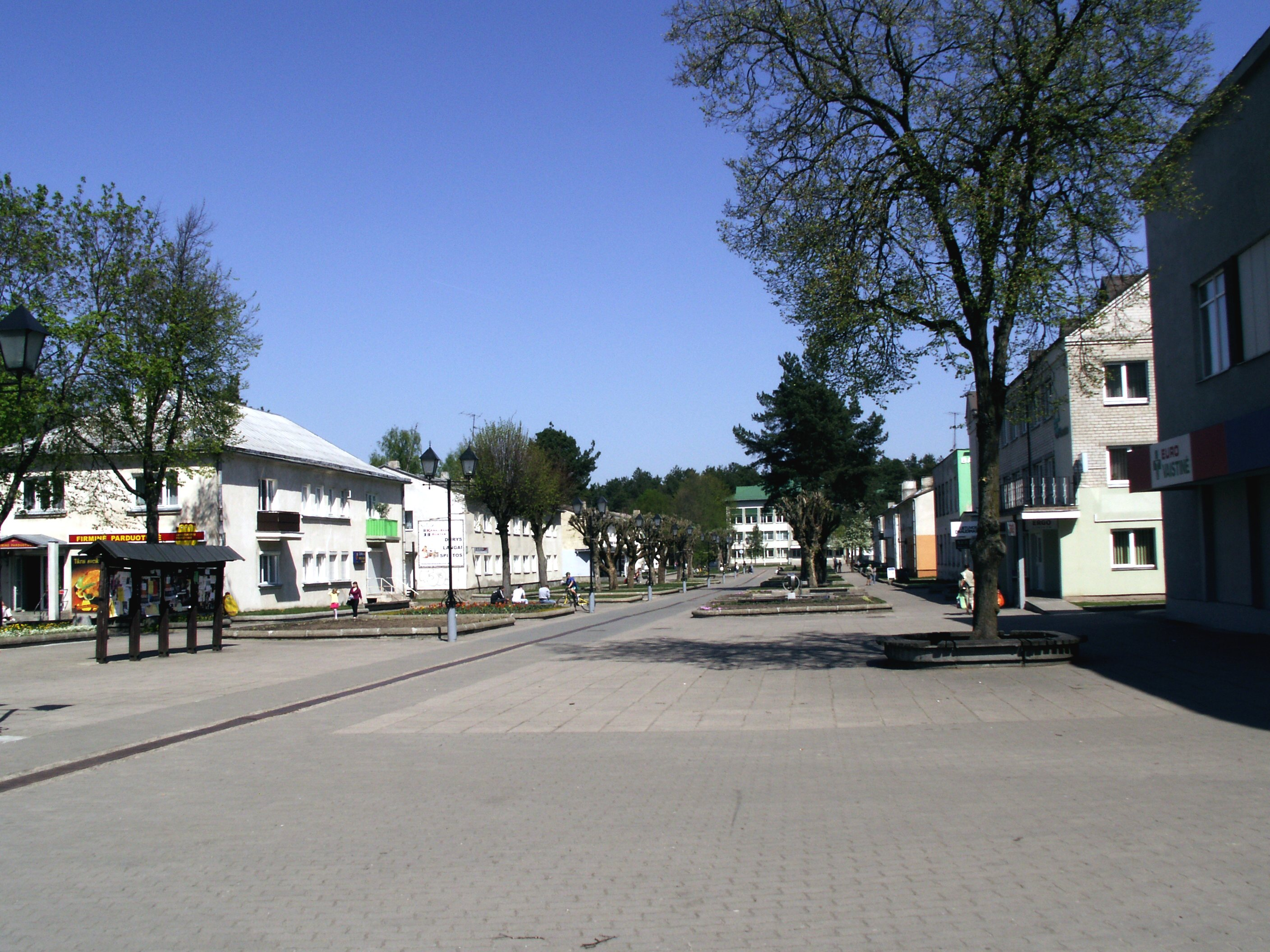
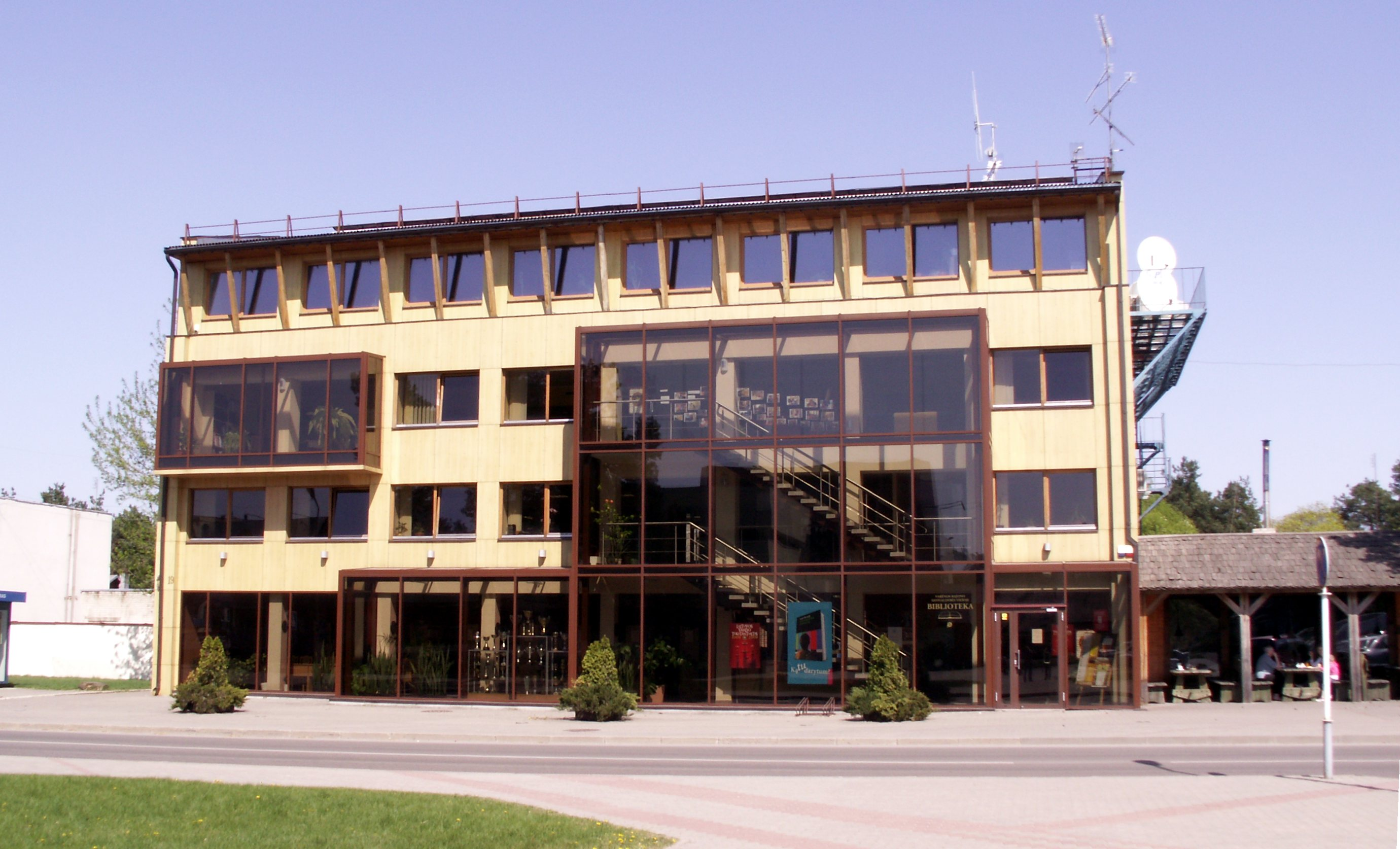
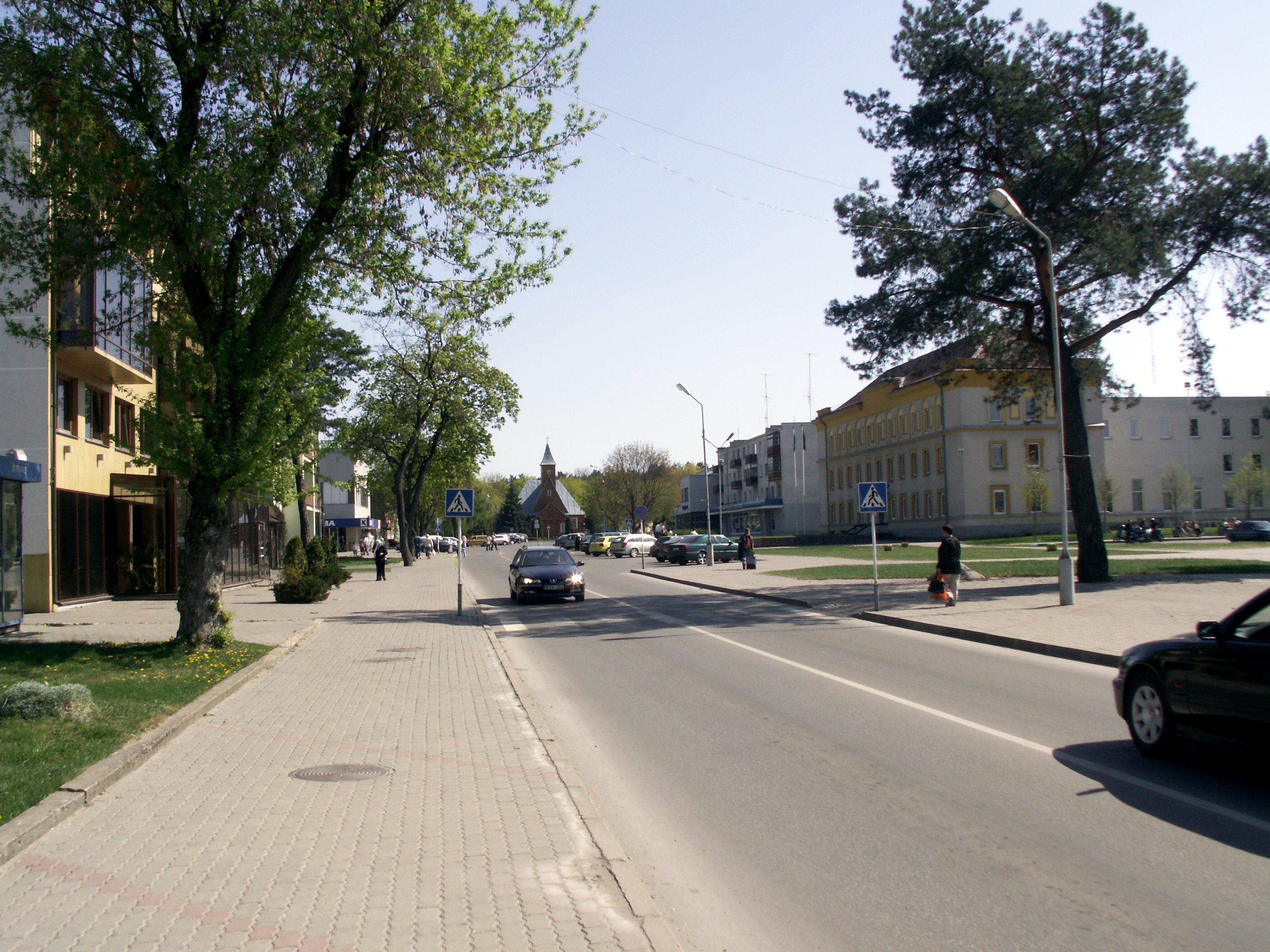